# Сирибецу
Сирибецу (яп. 尻別川 сирибэцугава) — река в Японии на острове Хоккайдо, протекает по территории округов Ибури и Сирибеси и впадает в Японское море. По японской классификации относится к рекам первого класса и является главной артерией одноимённой речной системы.

## Происхождение названия
Нынешнее написание названия никак не связано с первичным значением. Название происходит из айнского языка (シリ・ペッ — сир-пэт), что означает просто «горная река» и указывает на её шум.

## География
Река берёт начало из источника на горе Фуре, возле города Титосе и течёт на запад. Далее с северной стороны огибает подножие горы Йотей и возле городка Ранкоси (уезд Исоя) впадает в Японское море.